# Josepe Gay
Josepe, José o Jusepe Gay (¿Valencia?, siglo XVI - Zaragoza, c. 10 de septiembre de 1587) fue un músico español, maestro de capilla de la Catedral de Zaragoza.

## Vida
De su estancia en Gandía solo existe una noticia incierta de Oscar Creus, citando a Robert Steveson, que afirma que Gay había conseguido la maestría en Gandía en 1587, abandonándola para ir a Zaragoza. Desgraciadamente, Steveson no ofrece fuente documental para la afirmación.
Lo poco se sabe de la vida de Josepe Gay proviene del relato de Mandura (1550–1604) de las oposiciones que se realizaron para la posición de maestro de capilla de La Seo tras el fallecimiento de Melchor Robledo. Debido a que no se encontró a ningún candidato de importancia que quisiese o fuese capaz de ocupar la plaza, se publicaron los edictos para que los músico presentaran sus candidaturas hasta 15 de abril de 1587. Se presentaron tres candidatos:
- el valenciano Josepe Gay, maestro de capilla en Gandía, posiblemente en la Colegial de Santa María;
- el maestro de capilla en Badajoz, Martín  Pérez, el más joven de los tres;
- el maestro de capilla de la Colegiata de Berlanga, Cristóbal Téllez.

Téllez se retiró por sospechas de favoritismo a Gay, por lo que el examen quedó reducido a Gay y Pérez. Las oposiciones comenzaron el lunes, 15 de junio de 1587, y se extendieron hasta el viernes de esa semana, con sesiones públicas de mañana y tarde:

[...] este examen fue en el coro en donde había muchos maestros de capillas y cantores y otra mucha gente y el coro estaba cerrado por la mucha gente que estaba fuera, que quisiera entrar, que era mucha y estorbaran el examen dentro del coro.

El juez, Juan Arnal, maestro de Tarazona, les hizo comenzar con un contrapunto sobre un aleluya, siguió con la dirección de misas de Josquin y de las propias composiciones de los opositores. Arnal no quedó contento con los candidatos,

[...] que no eran bastantes para hinchir el vacío de Iglesia tan principal [...] el hombre que había de gobernarla había de ser tal que de todo el Reino acudiesen a él a preguntar las dudas y sutilezas que ofrecían de la música.

Finalmente el cabildo se decidió por el valenciano Gay.
En los dos meses y medio en que permaneció en su cargo en Zaragoza, no hay más imformación, hasta la noticia de su fallecimiento el 10 de septiembre de 1587.

A 10, murió Josepe Gay, maestro de Capilla de La Seo. Recibió los Sacramentos; enterróse en la capilla de San Valero de dicha iglesia, enterróse gratis.

Por lo visto, Gay estaba pasando dificultades económicas debido a los gastos que había realizado para acudir al Estudio General de Valencia. Debía dinero tanto a personas de Zaragoza, como de Gandía y Valencia. En su testamento da instrucciones para que se vendan todos sus bienes,

[...] y cobren todo lo que se me debiere de las rentas que hubiese poseído de los dos beneficios que tengo en la Iglesia de Gandía y este otro en la Iglesia de la Villa de Pego.

Además de,

[...] lo corrido de mi salario de maestro de capilla desde el día que lo comencé a servir, por el que me dan trescientas libras cada un año,  habiendo de desfalcarse del sobredicho salario lo que yo he cobrado de las distribuciones cotidianas y lo que ha proceído de la Pabostría, y más declaro que me deben y han de haber buena la costa de los infantes que he tenido y sustentado en mi casa y lo que en sus enfermedades he gastado, porque por razón de dicha costa no he recibido cosa alguna de mosén Maestro ni de otra persona alguna [...]

## Obra
En La Seo solo se conserva una obra, el motete Virgo prudentissima a 6 voces, aunque solo se conserva la voz del tenor.
La obra de Gay se conserva casi toda en el archivo del Colegio del Corpus Christi de Valencia.